# 中国2010年上海世界博览会斯洛伐克馆

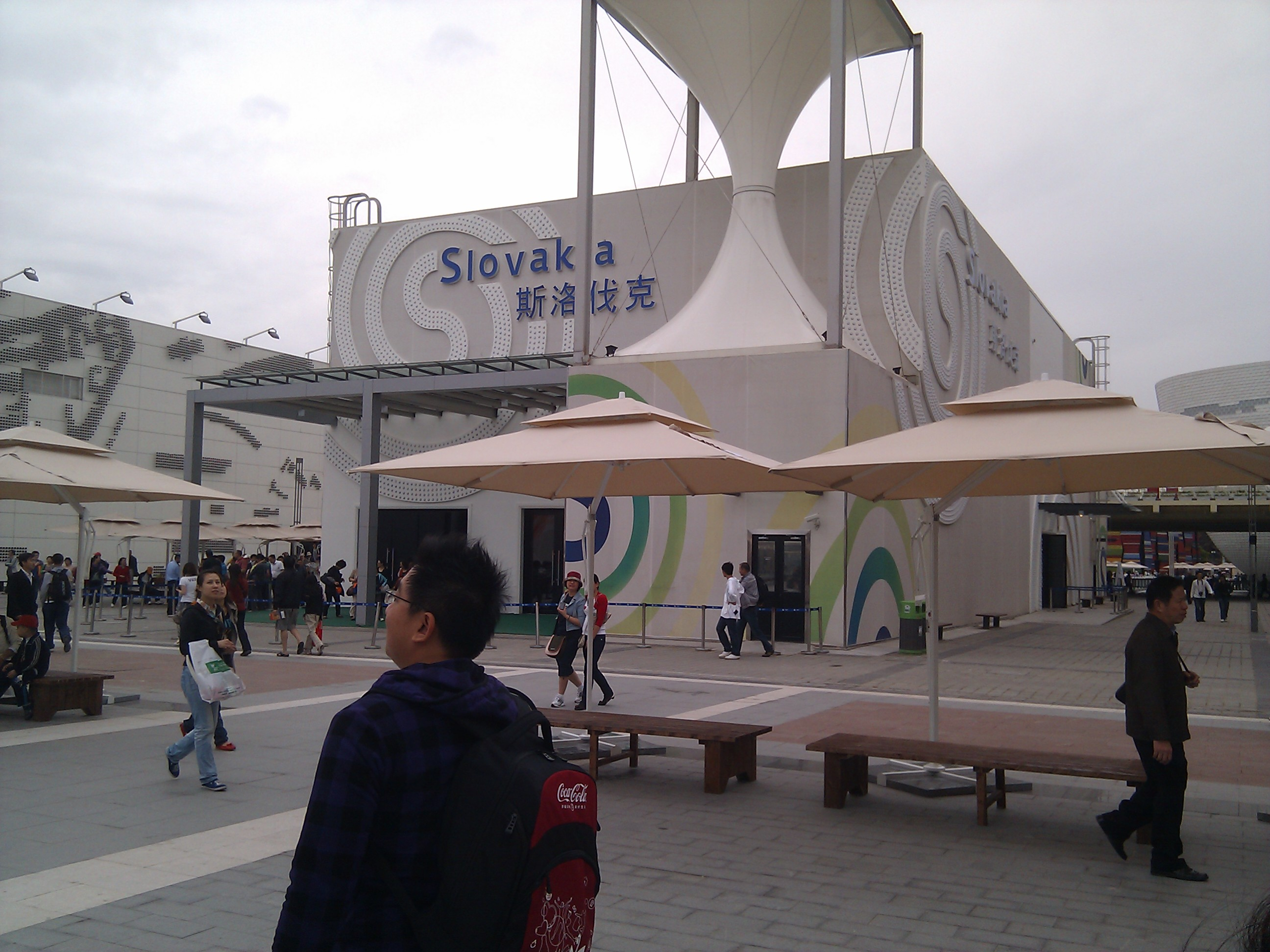
斯洛伐克馆

中国2010年上海世界博览会斯洛伐克馆，简称斯洛伐克馆（英文：Slovakia Pavilion at Expo 2010），是中国2010年上海世界博览会代表斯洛伐克的展馆，位于世博园区C片区。该展馆的主题为“人类的世界”，其展馆的国家馆日为9月4日。展馆以广场的视角展现城市的变迁，进入场馆后可以看到一段螺旋状的楼梯，象征着城市绵延的道路在广场交会。广场周围环绕着一堵墙，代表斯洛伐克城镇和建筑发展历史的重要坐标。几部影片讲述了由人们日常生活拼接而成的城市故事。